# 南德比 (英國國會選區)

選區在德比郡的位置

南德比（英語：Derby South），英國國會一自治市選區，位於德比郡東北部，包括德比南部七個地方選區。
本區始設於1950年，一直是工黨的根據地。目前當區議員貝嘉晴於1983年首次在本區當選。在2010年大選中她以43.3%選票成功連任。